# Ålgård/Figgjo
Ålgård/Figgjo er et byområde som ligger hovedsageligt ligger i Gjesdal kommune og delvis i Sandnes kommune i Rogaland fylke i Norge. Byen  har  11.355 indbyggere pr. 1. januar 2019, og består af de to sammenvoksede byer Ålgård og Figgjo. Byområdet ligger omtrent 15 kilometer sydøst for Sandnes centrum.